# Organização política
Organização política é qualquer organização que se envolva no processo político, incluindo partidos políticos, organizações não governamentais, e grupos de interesse. Organizações políticas são aquelas envolvidas em atividades políticas (por exemplo, lobismo, organização comunitária, publicidade de campanhas etc.) destinadas a atingir objetivos políticos claramente definidos, que normalmente beneficiam os interesses de seus membros.
Embora os partidos sejam um tipo de organização política que possa se envolver em algumas ou todas essas atividades, eles são distintos, pois geralmente se concentram em apoiar candidatos a cargos públicos, vencer eleições e controlar o governo.